# Sogno e realtà
Sogno e realtà (Suds) è un film muto del 1920 diretto da John Francis Dillon. Distribuito dalla United Artists, aveva come interpreti Mary Pickford, Albert Austin, Harold Goodwin, Rose Dione, Darwin Karr.

La sceneggiatura di Waldemar Young si basa su Op O' Me Thumb, lavoro teatrale di Frederick Fenn e Richard Pryce andato in scena in prima a New York all'Empire Theatre di Broadway il 6 febbraio 1905 con protagonista Maude Adams.

## Trama
Amanda Afflick è una giovane lavandaia piena di fantasie romantiche: una camicia portata in lavanderia otto mesi prima da Orazio Greensmith, le dà lo spunto per raccontare ai compagni di lavoro che quella camicia appartiene al fidanzato, sir Horace. Si inventa che suo padre, contrario al matrimonio, l'ha buttata fuori di casa, dal castello dove viveva. Amanda intanto salva Lavanda, il vecchio cavallo della lavanderia, dalla fabbrica di colla e se lo porta a casa, suscitando l'indignazione di tutti i coinquilini che la fanno sfrattare. Per sua fortuna, in suo aiuto viene Lady Burke che le concede di vivere in una casa di campagna.
L'autista della lavanderia, Ben Pillsbury, corteggia Amanda ma lei preferisce aspettare il suo immaginario Lord Horace. Quando Greensmith, il proprietario della camicia, finalmente viene a riprenderla, Amanda lo supplica di fingere di essere il suo innamorato. L'uomo accetta ma in seguito, rendendosi conto di come lei sia priva di fascino, la lascia. Con i suoi sogni in frantumi, Amanda resta sola, singhiozzante, mentre fuori dalla lavanderia l'attende Ben, sconsolato.

## Produzione
Il film fu prodotto dalla Mary Pickford Company con i titoli di lavorazione Op O' Me Thumb e The Duchess of Suds.

## Distribuzione
Il copyright del film, richiesto dalla Mary Pickford Co., fu registrato il 15 giugno 1920 con il numero LP15295.

Distribuito dall'United Artists, il film uscì negli Stati Uniti il 27 gennaio 1920, incassando al botteghino 772.155 dollari.

### Conservazione
Copie complete della pellicola si trovano conservate negli archivi della Library of Congress di Washington, della Cineteca del Friuli di Gemona, del George Eastman House di Rochester, del BFI/National Film And Television Archive di Londra, del Gosfilmofond di Mosca.

## Galleria d'immagini

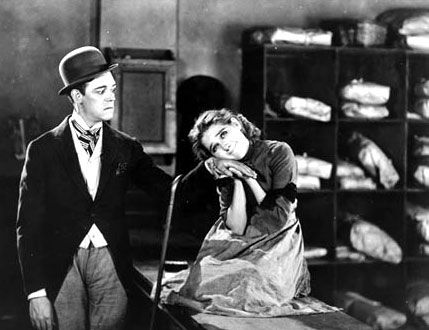
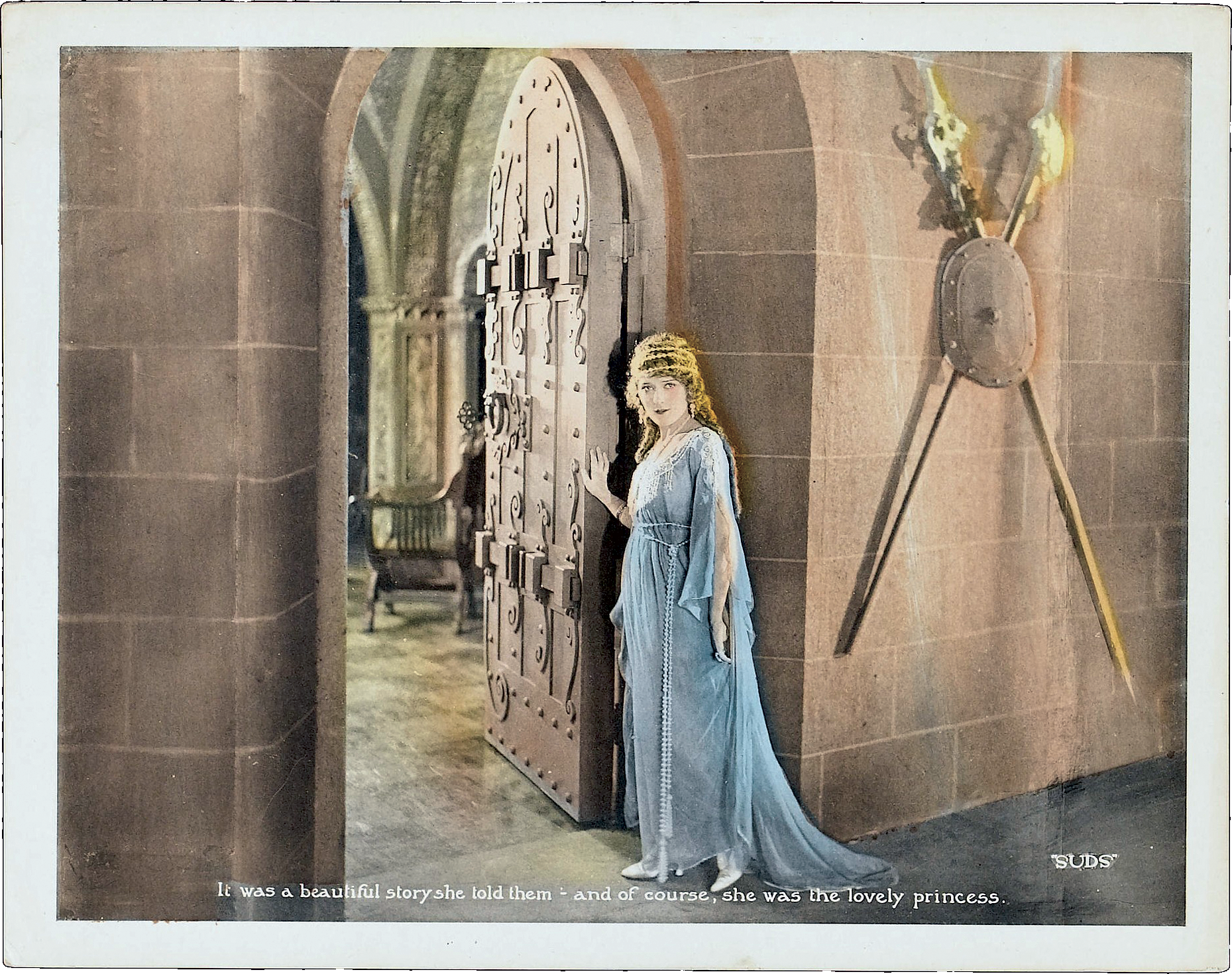
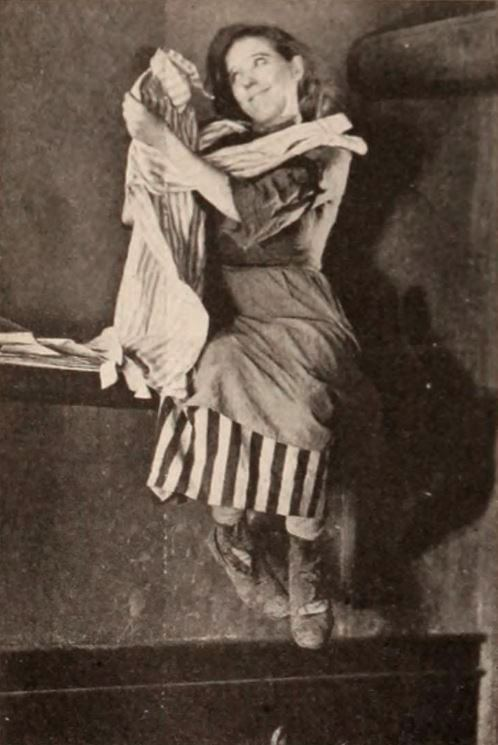
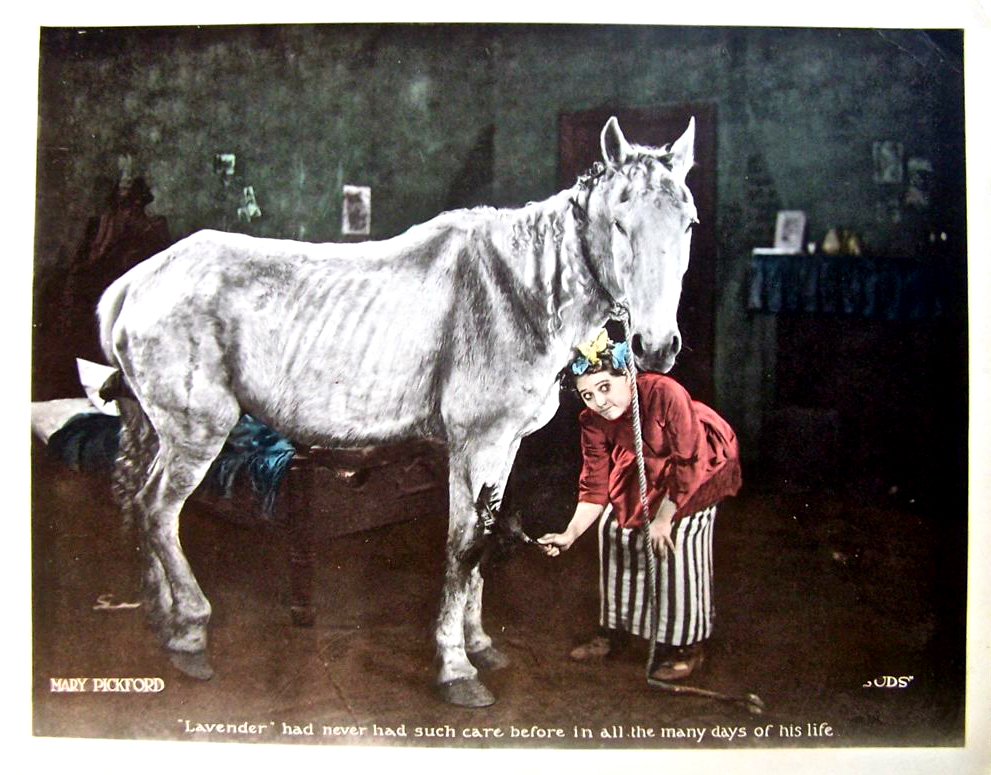
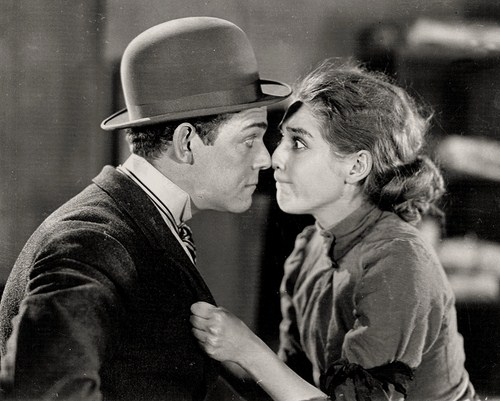